# Mangora sciosciae
Mangora sciosciae là một loài nhện trong họ Araneidae.
Loài này thuộc chi Mangora. Mangora sciosciae được Herbert Walter Levi miêu tả năm 2007.